# Montlieu-la-Garde
Montlieu-la-Garde település Franciaországban, Charente-Maritime megyében. Lakosainak száma 1263 fő (2022. január 1.). Montlieu-la-Garde Bedenac, Bussac-Forêt, Chepniers, Neuvicq, Orignolles, Pouillac és Saint-Palais-de-Négrignac községekkel határos.

## Népesség
A település népességének változása:
| Lakosok száma | 1469 | 1289 | 1326 | 1318 | 1324 | 1331 | 1264 | 1229 | 1217 | 1263 |
|               | 1968 | 1982 | 1990 | 2006 | 2013 | 2015 | 2017 | 2019 | 2020 | 2022 |